# Юридична Сотня
«Юриди́чна Со́тня» — всеукраїнська правозахисна громадська організація, яка надає соціально-правовий захист учасникам російсько-української війни, членам їхніх сімей, а також членам сімей загиблих. Організація є автором аналітичних звітів та змін до чинного законодавства. Юристи «Юридичної Сотні» щомісяця надають допомогу не менше 1200 військовослужбовцям та ветеранам. З 1 листопада 2018 р. «Юридична Сотня» стала організацією-резидентом Veteran Hub у Києві.

## Історія
«Юридична Сотня» заснована улітку 2014 р. як група небайдужих юристів-волонтерів в мережі Facebook, які надавали допомогу пораненим учасникам російсько-української війни у військових госпіталях. У січні 2015 р. «Юридична Сотня» була зареєстрована як громадська організація.

## Діяльність

### Гаряча лінія
Першим масштабним проєктом «Юридичної Сотні» стала безкоштовна гаряча лінія правової допомоги, яка запрацювала в грудні 2014 р. Оператори гарячих ліній — це кваліфіковані юристи, які надають змістовні правові консультації з військового права та отримання пільг учасникам російсько-української війни. До роботи гарячої лінії приєдналися юристи-волонтери зі всієї України, які надавали безкоштовну правову допомогу та забезпечували супровід учасників російсько-української війни в судах та у спілкуванні з органами державної влади протягом 2014-2019 років. За весь час існування організації співпрацю на волонтерських засадах підтримало 250 юристів та адвокатів зі всієї країни. З 1 березня 2019 року ГО "Юридична Сотня" надає лише первинну правову допомогу. Організація також співпрацює з центрами надання вторинної правової допомоги, які надають вторинну правову допомогу. 

На сайті «Юридичної Сотні» безкоштовну юридичну консультацію можна отримати за допомогою юридичних ботів.

### Пам'ятка учасникам російсько-української війни
«Пам'ятка учасникам російсько-української війни» — це ілюстрований довідник з інформацією про права, обов'язки та соціальні гарантії учасників російсько-української війни та членів сімей загиблих. «Пам'ятка» об'єднала в собі більш ніж 20 пам'яток з окремих питань, які були створені раніше. Друковані наклади пам'яток передавалися на потреби  Міністерства оборони України,  Генерального Штабу Збройних Сил України, Державної служби України у справах ветеранів війни та учасників АТО, розповсюджувалися серед військовослужбовців та волонтерів. За весь час надруковано понад 100 тис. примірників «Пам'яток».

### Регіональні представники
З 2016 р. запрацювали на постійній основі представники «Юридичної Сотні» у областях: Волинській, Дніпропетровській, Житомирській, Запорізькій, Київській, Кіровоградській, Львівській
, Миколаївській
, Одеській, Чернігівській
, Черкаській
, Харківській. Представники «Юридичної Сотні» забезпечують надання первинної та вторинної правової допомоги, консультації під час групових зустрічей, консультації громадських та ветеранських організацій, взаємодію з органами місцевого самоврядування для вирішення системних питань.

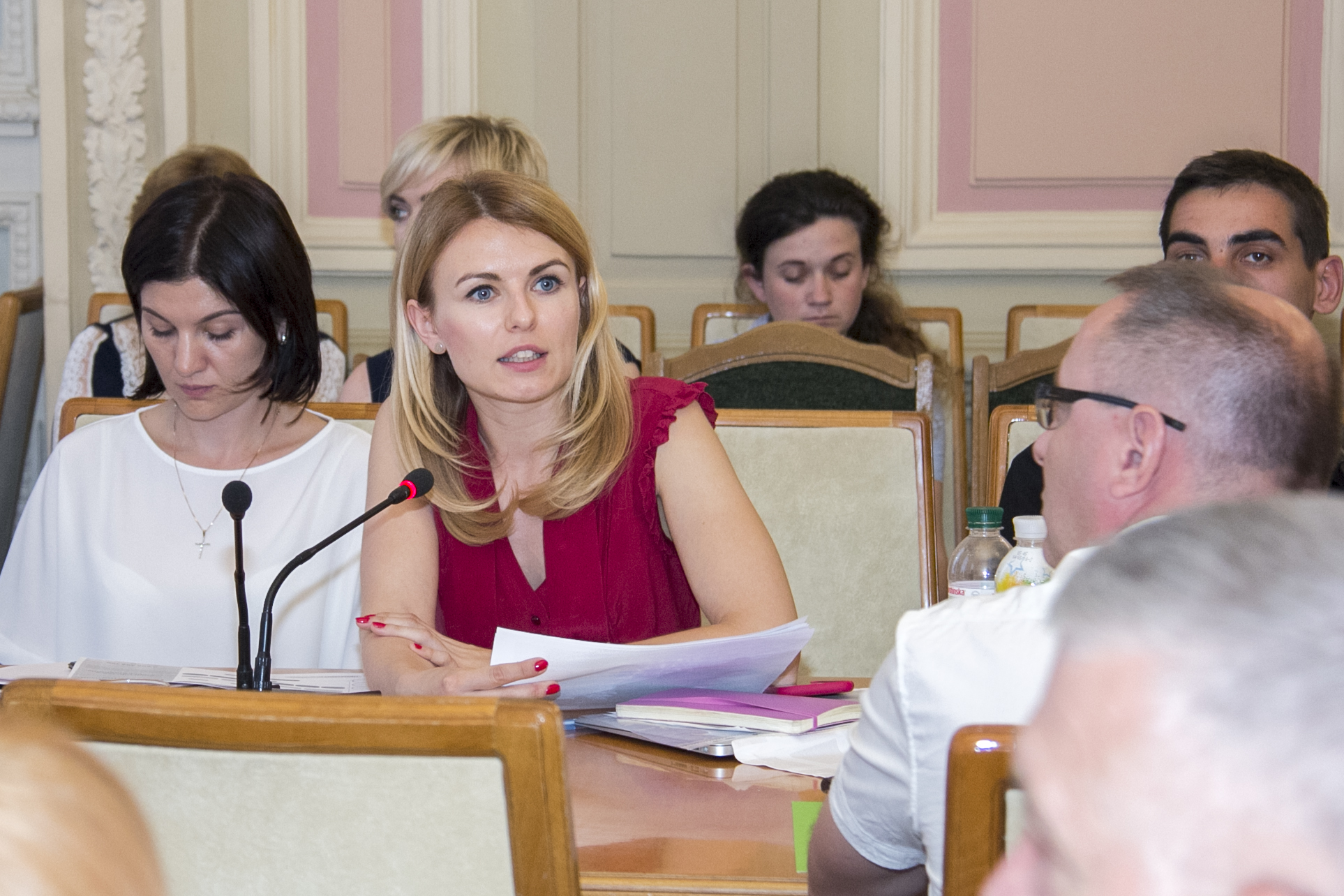
Голова «Юридичної Сотні» Леся Василенко на засіданні комітету Верховної Ради України

### Нормотворча і адвокаційна діяльність
З 2016 р. «Юридична Сотня» розпочала нормотворчу діяльність — написання текстів законопроєктів, державних стратегій, програм, які стосуються соціально-правового захисту учасників російсько-української війни. Організація надає публічну підтримку законопроєктам  Генерального Штабу Збройних Сил України та сприяє їх погодженню в комітетах  Верховної Ради України, просуванню до голосування.

У «Віснику Юридичної Сотні» публікується аналіз законопроєктів, які будуть розглядатися депутатами протягом сесійного тижня у  Верховній Раді України та моніторинг діяльності парламентських комітетів.

Результати роботи:
- Встановлено одноразову грошову допомогу членам сімей учасників російсько-української війни, які через захворювання, травму, контузію, загинули (померли) після звільнення з військової служби протягом 1 року.[31][32]
- Створено рівні умови служби за контрактом і у військовому запасі для жінок і чоловіків військовослужбовців.[33][34]
- Надано право отримати статус члена сім'ї загиблого особам, чиї родичі померли після звільнення з військової служби внаслідок захворювання, а також право отримати статус інваліда війни особам, які отримали інвалідність внаслідок захворювання, набутого в АТО.[35]
- Встановлено однакові розміри одноразової грошової допомоги у разі загибелі (смерті), інвалідності або часткової втрати працездатності для усіх бійців Збройних Сил України, в тому числі іноземців.[36]
- Надано можливість учасникам російсько-української війни у віці від 23 років отримати вищу освіту за кошти держави.[37]
- Надано право звільнитися з військової служби особам, які уклали контракт «до кінця особливого періоду».[38]
- Надано право залишатися на службі військовослужбовцям, які отримали травми, поранення чи інші ушкодження здоров'я під час участі в бойових діях.[38]
- У тривалість відпустки перестали враховувати час, необхідний для проїзду до місця проведення відпустки та назад.[39]
- Запроваджено компенсацію за піднайом жилого приміщення для військовослужбовців рядового, сержантського та старшинського складу військової служби за контрактом.[40]
- Спрощено систему отримання посвідки на тимчасове проживання та отримання громадянства для іноземців-учасників АТО/ООС. А також встановлено заборону на примусове повернення в державу походження або третю державу, яка вчинила акт агресії проти України або в державу, яка не визнає територіальну цілісність та суверенітет України.[41]

### Проєктний офіс зі створення Міністерства у справах ветеранів

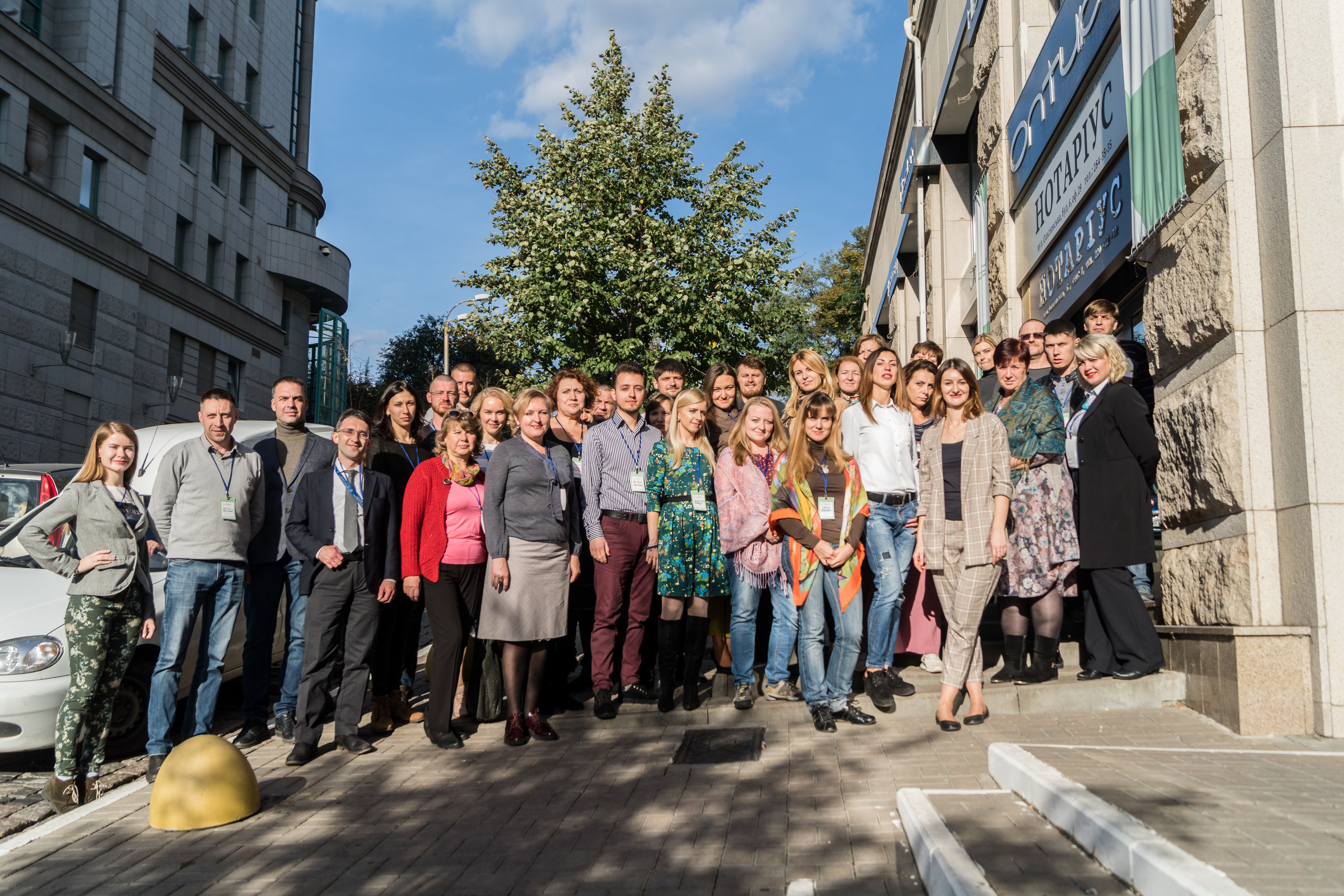
Учасники «Школи Юридичної Сотні»

27 лютого 2018 р. Парламент ухвалив постанову про утворення Міністерства у справах ветеранів України. «Юридична Сотня» увійшла до Проєктного офісу для розробки та систематизації матеріалів, необхідних для утворення Міністерства у справах ветеранів України. Юристи «Юридичної Сотні» брали участь у формуванні візії системи соціальної підтримки ветеранів в Україні, формуванні функцій, завдань, структури, сфери відповідальності Міністерства у справах ветеранів України, розробці проєктів нормативно-правових актів, необхідних для створення міністерства.
19 вересня 2018 р. Проєктний офіс передав Прем'єр-міністру України «Білу книгу» — комплексний аналіз системи підтримки ветеранів в Україні та напрацювання Проєктного офісу.

### Школа Юридичної Сотні
У 2018 р. було започатковано «Школу Юридичної Сотні» — 5-місячну освітню програму, яка спрямована на підвищення спроможностей громадських організацій учасників російсько-української війни та організацій, які надають послуги учасникам російсько-української війни. Навчання у «Школі Юридичної Сотні» відбувається у форматі тренінгів від провідних експертів і громадських діячів. По закінченню навчання учасники презентують свої проєкти перед донорами.

### Організація-резидент Veteran Hub
З 1 листопада 2018 р. «Юридична Сотня» стала організацією-резидентом Veteran Hub у Києві. Відвідувачам Veteran Hub «Юридична Сотня» надає юридичні консультації з реалізації прав та гарантій учасникам російсько-української війни та допомогу у складанні документів (заяв, рапортів, скарг тощо).